# Будинок Українського радіо
Будинок Українського радіо — апаратно-студійний комплекс та штаб-квартира Українського радіо в складі Національної суспільної телерадіокомпанії України, розташований в м. Києві на вул. Хрещатик, 26.
З Будинку радіо виходять в прямий ефір Перший канал Українського радіо, «Радіо Промінь», «Радіо Культура», «Радіоточка», та Radio Ukraine International.

## Історія будівництва
У 1949 році розпочинається будівництво київського телерадіоцентру на Хрещатику, 26. Це був перший телерадіоцентр, повністю оснащений вітчизняним обладнанням. Автором проекту чотириповерхового телерадіоцентру був Віктор Єлізаров (він є співавтором монументу «Мати Батьківщина», будівель метро «Хрещатик», аеропорту «Жуляни», готелів «Київ» та «Дніпро»). Будівля споруджена на місці колишніх поштамту та радіотрансляційної станції, що були зруйновані в часи Другої світової війни[неавторитетне джерело]. Стиль будівлі — ретроспективізм (історизм) орієнтований на форми бароко.
5 листопада 1951 року — відбулася перша професійна телетрансляція з Київського телецентру на Хрещатику, 26. Транслювали фільм «Алітет іде в гори». 6 листопада транслювали пропагандистську кінострічку «Велика заграва», а 7-го відбулася «жива» телетрансляція параду й демонстрації, що проходили на Хрещатику. Трансляція стала можливою завдяки високій залізній телевежі, збудованій поряд з телерадіоцентром.
Демонтували телевежу лише в середині 1970-х. А в 1990-х Українське телебачення переїхало на Сирець у телецентр «Олівець», тож на Хрещатику залишилася штаб-квартира Українського радіо.

## Будинок Українського радіо сьогодні
Нині з Будинок радіо — це сучасний телерадіокомплекс, з якого мовлять цілодобово чотири канали Українського радіо та київський телеканал «Центральний канал» у складі НСТУ.
Радіоканали, що виходять в прямий ефір з Будинку радіо на Хрещатику, 26:
- Українське радіо — перший канал суспільного радіо в Україні. За форматом — інформаційна розмовна радіостанція.
- Радіо Промінь — другий канал Українського радіо. За форматом — музично-розмовна молодіжна радіостанція.
- Радіо Культура — третій канал Українського радіо. За форматом — культурно-просвітницька радіостанція.
- Всесвітня служба радіомовлення України — міжнародний канал Українського радіо, веде мовлення російською, румунською, англійською, українською та німецькою мовами.

Крім того, тут розташований орган стратегічного управління Суспільного мовлення — Наглядова рада ПАТ «НСТУ», а також центральний орган виконавчої влади — Державний комітет телебачення і радіомовлення України.